# Barrera (cràter)
Barrera és un cràter d'impacte en el planeta Venus de 27 km de diàmetre. Porta el nom d'Oliva Sabuco de Nantes Barrera (1562-1622), escriptora i filòsofa espanyola, i el seu nom va ser aprovat per la Unió Astronòmica Internacional el 1991.